# Symballophthalmus speciosus
Symballophthalmus speciosus är en tvåvingeart som beskrevs av Saigusa 1963. Symballophthalmus speciosus ingår i släktet Symballophthalmus och familjen puckeldansflugor. Inga underarter finns listade i Catalogue of Life.